# 北赫爾河畔金斯頓 (英國國會選區)
北赫爾河畔金斯頓（英語：Kingston upon Hull North），常稱為北赫爾，英國國會一自治市選區，位於英格蘭約克郡-亨伯赫爾河畔金斯頓北部，包括九個地方選區。
始於1950年，1974年被撤銷，1983年恢復。自1964年以來一直支持工黨。2010年大選中，戴安娜·約翰遜以39.2%選票成功連任。